# Prémio Ibsen
O Prémio Internacional de Ibsen ( em norueguês: Den internasjonale Ibsenprisen) homenageia personalidades, instituições ou organizações que trouxeram novas dimensões artísticas ao mundo dramatúrgico ou do teatro. O Júri é formado por figuras da comunidade de teatro.
O Prémio foi criado pelo Governo norueguês em 2008, usando o nome do dramaturgo Henrik Ibsen. Não tem nenhuma relação a Henrik Ibsen ou à família de Ibsen, sendo unicamente iniciativa do governo norueguês. O vencedor é anunciado em 20 de março, que é também o aniversário de Ibsen, sendo o prémio composto de 2,5 milhões coroas norueguesas (NOK), sendo um dos maiores prémios literários do mundo. É atribuído todos os anos durante o Festival Ibsen no Teatro Nacional da Noruega. O primeiro laureado foi Peter Brook que recebeu o prémio em 31 de agosto de 2008 durante o Festival Ibsen no Nationaltheatret. A presidente do júri foi Liv Ullmann. Em 2011 o prémio passou a ser bianual.
O Prémio Internacional de Ibsen teve dois antecessores, o Prémio Norueguês Ibsen e o Prémio Comemorativo do Centenário de Ibsen, que foi apenas foi atribuido em 2006/2007.

## Vencedores
- 2008 Peter Brook
- 2009 Ariane Mnouchkine
- 2010 Jon Fosse
- 2012 Heiner Goebbels
- 2014 Peter Handke
- 2016 Forced Entertainment[2]
- 2018 Christoph Marthaler
- 2020 Taylor Mac

## Ligações Externas
- International Ibsen Award
- "Norway founds international Ibsen Award"